# فلوک
فلوک (انگلیسی: Fluke) یک فیلم فانتزی، کمدی و درام به کارگردانی کارلو کارلئی است که در سال ۱۹۹۵ منتشر شد.

## بازیگران
- کامت (سگ)[۲]
- نانسی تراویس
- ران پرلمن
- جان پولیتو
- بیل کوبس
- اریک استولتس
- کالین ویلکاکس

## صداپیشگان
- متیو موداین
- ساموئل ال. جکسون